# Incidente del 3 dicembre
L'incidente del 3 dicembre (in cinese 一二·三事件S), noto in Portogallo come rivolta dell'1-2-3 (in portoghese Motim 1-2-3), è una rivolta avvenuta nella colonia portoghese di Macao a partire dal 3 dicembre 1966, ispirata dalla Rivoluzione culturale della Repubblica Popolare Cinese. L'incidente viene solitamente indicato anche come "3-12" in riferimento alla data in cui iniziarono gli scontri.

## Le tensioni

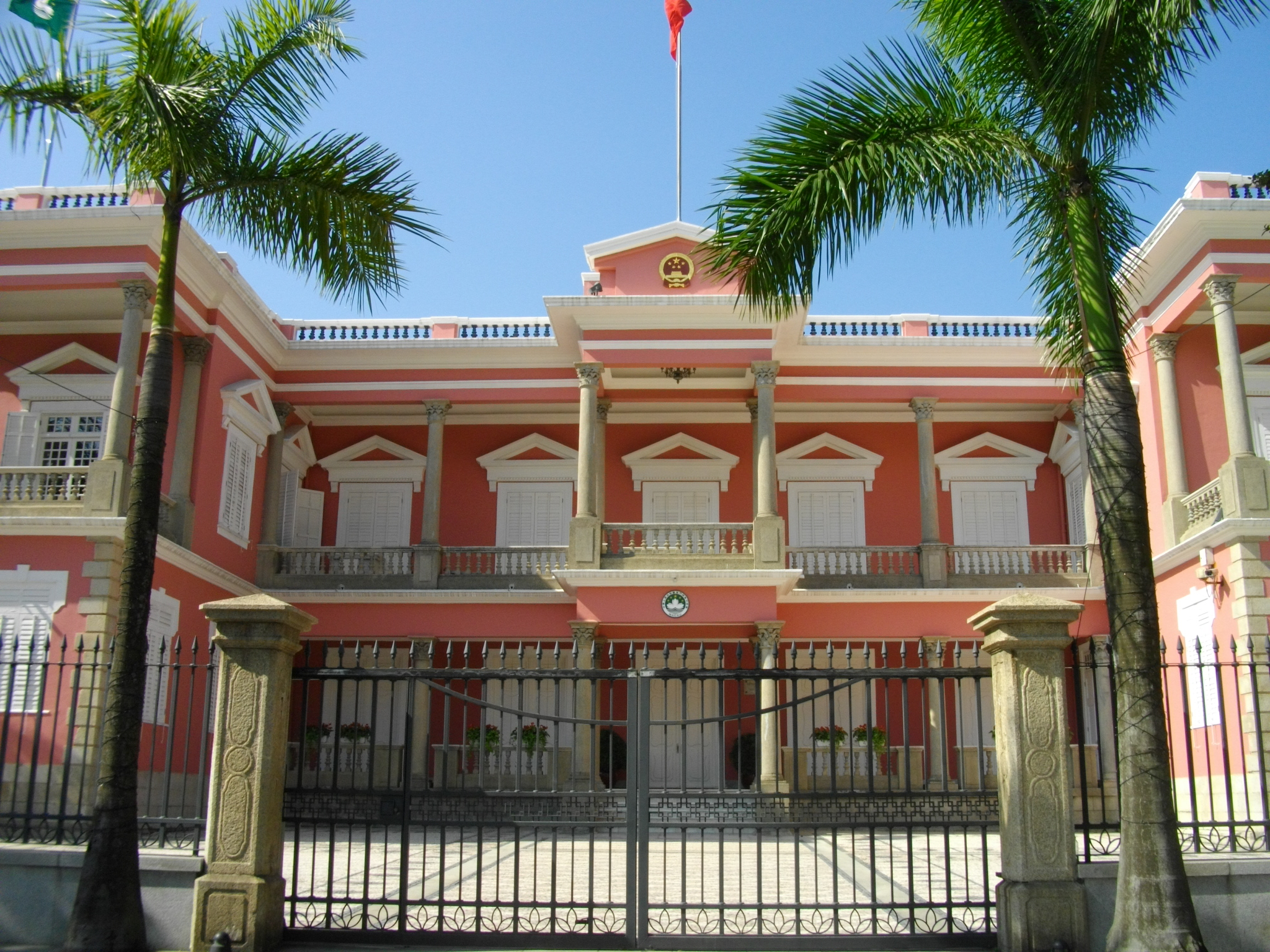
Il palazzo del governatore di Macao, uno dei simboli del colonialismo portoghese

Nel 1966, i residenti dell'isola di Taipa tentarono di ottenere il permesso di costruire una scuola privata con la sponsorizzazione delle organizzazioni di sinistra. Pur avendo ottenuto un appezzamento di terra dalle autorità coloniali portoghesi, gli impiegati degli uffici pubblici ritardarono il processo, per velocizzare il quale avevano preteso delle tangenti. Non avendo ricevuto adeguate risposte dalle autorità, gli abitanti iniziarono a costruire senza gli adeguati permessi.
Il 15 novembre 1966, gli impiegati di Taipa bloccarono la costruzione della scuola, portando ad un confronto armato tra i protestanti e la polizia di Macao. La polizia, anche con ufficiali in borghese, ferì 40 persone, 14 delle quali vennero in seguito arrestate.
In risposta, un gruppo di circa 60 tra studenti e lavoratori si posero a fare rimostranze davanti al palazzo del governatore, sede del governo, per sostenere la causa dei residenti di Taipa, urlando slogan comunisti ed impugnando il Libretto Rosso di Mao. Alle 13.00 del 3 dicembre, la Guardia rossa diede inizio alla rivolta vera e propria, denunciando le autorità portoghesi per "atrocità fasciste".

## L'incidente
Il 3 dicembre, il governo ordinò l'arresto dei rivoltosi. Questo aumentò la rabbia del pubblico in generale e altre persone aderirono alla protesta. Venne abbattuta la statua del colonnello Vicente Nicolau de Mesquita a Largo do Senado nel centro cittadino e strappò il braccio della statua di Jorge Alvares presso il porto. Sia al Leal Senado che nel municipio cittadino, i ritratti degli ex governatori vennero tolti dai muri, mentre dagli archivi i libri ed i registri vennero gettati in strada e bruciati. Venne quindi dichiarata dal governo la legge marziale. Durante le proteste, 8 persone vennero uccise dalla polizia e 212 furono i feriti.

## Conseguenze
La popolazione cinese di Macao adottò la politica dei "tre no" per continuare la loro lotta al governo: no tasse, no servizi, no commercio coi portoghesi. Il 29 gennaio 1967 il governatore portoghese di Macao, José Manuel de Sousa e Faro Nobre de Carvalho, siglarono le scuse ufficiali per quanto accaduto presso la Camera di Commercio cinese, sotto il ritratto di Mao Zedong.
Questo atto diede inizio all'eguale trattamento tra cinesi e portoghesi a Macao, ma pose nel contempo fine de facto alla sovranità portoghese sul territorio. Il ministro degli esteri portoghese, Alberto Franco Nogueira, descrisse il ruolo del Portogallo a Macao dopo il 1967 come quello di un "amministratore di condominio sotto supervisione straniera".
Con i portoghesi che ora controllavano solo nominalmente Macao, il vero potere andò quindi ai cinesi ed ai loro capi come ad esempio Ho Yin. Il figlio di Ho, Edmund Ho Hau-wah, divenne il primo capo dell'esecutivo della regione amministrativa speciale di Macao dopo il trasferimento della sovranità alla Repubblica Popolare Cinese nel 1999.
Pechino, di conseguenza, aumentò la propria influenza ed a Macao vennero abolite tutte le attività pro-Kuomintang, come pure vennero chiuse tutte le missioni religiose. Vennero chiuse anche diverse scuole locali. Rifugiati provenienti dalla Cina interna non poterono entrare né ritornare all'isola.